# Andy McEvoy
Pour les articles homonymes, voir McEvoy.
Andrew McEvoy (né le 15 juillet 1938 à Dublin et mort le 7 mai 1994 à Bray) était un joueur et entraîneur de football anglais.

## Biographie
Andy McEvoy jouait pour les Bray Wanderers avant de rejoindre les Blackburn Rovers en octobre 1956. 
Il fait ses débuts en English First Division en inscrivant un doublé contre Luton Town en 1959 et fait ses débuts deux ans plus tard avec l'équipe de la république d'Irlande de football contre l'Écosse.
McEvoy ne joue pas lors de la défaite de Blackburn en finale de la FA Cup 1960 contre les Wolves.
Lors de la saison 1963-64, il est le meilleur buteur de la First Division avec 32 buts puis partage ce titre en 1964-65 avec Jimmy Greaves et leur 29 buts chacun.
Blackburn est relégué en 1966 et après une saison en Division Two, il retourne en Irlande jouer chez les Limerick FC avec qui il remporte la FAI Cup en 1971. 
Il remporte son 17e et dernier match avec la république d'Irlande contre la Tchécoslovaquie en 1967. Il a en tout inscrit six buts pour son pays.
Plus tard, il entraîne les Bray Wanderers et y joue un rôle majeur lors de son accès à la League of Ireland.
Andy McEvoy décède à l'âge de 55 ans.

## Palmarès
Blackburn Rovers FC
- Meilleur buteur du Championnat d'Angleterre de football (1) :
  - 1965: 29 buts.
- Finaliste de la FA Cup (1):
  - 1960.

Limerick FC
- Vainqueur de la FAI Cup (1):
  - 1971.

## Sources
- (en) Stephen McGarrigle, The Complete who's who of Irish international football : 1945-1996, Edimbourg, Mainstream Publishing, octobre 1996, 237 p. (ISBN 1-85158-894-9), p. 124